# Niels Neergaard

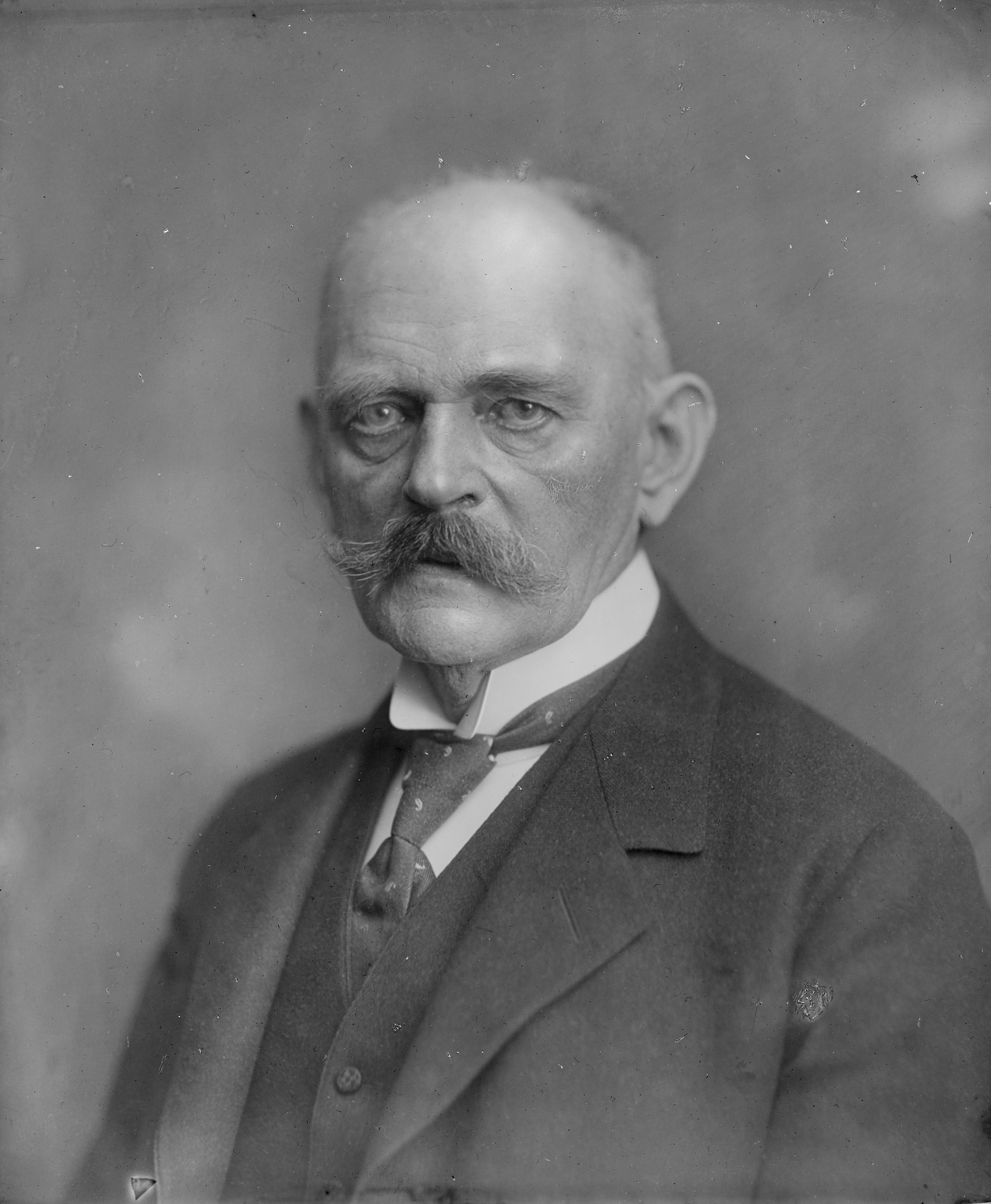
Niels Neergaard

Niels Thomasius Neergaard (* 27. Juni 1854 in Ugilt, Hjørring; † 2. September 1936 in Kopenhagen) war ein dänischer Politiker und Ministerpräsident.

## Familie, Studium und berufliche Laufbahn
Der Sohn des 1863 verstorbenen Folketingabgeordneten Peter Neergaard absolvierte ein Studium der Geschichte, Ökonomie und der Staatswissenschaften in Christianshavn, das er 1879 mit einem Magister in Geschichte und 1881 mit dem Staatsexamen in Staatswissenschaften abschloss. Nach Auslandsreisen nach England und Frankreich war er 1882 bis 1884 Assistent einer Lebensversicherungsgesellschaft. Anschließend war er mehrere Jahre Redakteur von Zeitungen, ehe er 1897 Direktor der Nordischen Lebensversicherungsaktiengesellschaft (Nordisk Livsforsikrings Aktieselskab) wurde.
Daneben war er als Historiker tätig. Sein 1889 veröffentlichtes Buch Under Junigrundloven, en Fremdstilling af det danske Folks politiske Historie 1848–1866 war lange Zeit Standardwerk für die dänische Geschichte von 1848 bis 1866.

## Politische Laufbahn

### Abgeordneter
Seine politische Laufbahn begann er 1887 mit der erstmaligen Wahl zum Abgeordneten des Parlaments Folketing. Dort vertrat er zunächst bis 1890 die Liberale Partei (Venstre). 1892 wurde er erneut zum Abgeordneten des Landstings gewählt, wo er dann von 1898 bis 1932 den Wahlkreis von Ebeltoft vertrat.
1901 wurde er Vorsitzender der Venstre-Fraktion im Landsting.

### Minister und Regierungschef 1908/1909
Am 24. Juni 1908 wurde er von Konseilspräsident Jens Christian Christensen erstmals zum Finanzminister berufen. Dieses Amt übte er bis zum 12. Oktober 1908 aus.
Nachdem Christensen wegen eines Korruptionsskandals um seinen Justizminister Peter Adler Alberti, dem die Veruntreuung von 18 Millionen Kronen vorgeworfen und der später zu einer mehrjährigen Haftstrafe verurteilt wurde, zurücktreten musste, wurde Neergaard von König Friedrich VIII. am 12. Oktober 1908 zum Nachfolger berufen. Während seiner bis zum 16. August 1909 dauernden Amtszeit war er zugleich Verteidigungsminister. In diese Amtszeit fällt eine erhebliche Steigerung des Militärbudgets zum Zwecke einer umfangreichen Befestigung Kopenhagens und Esbjergs sowohl zur See- als auch zur Landseite.
Nach seinem Rücktritt als Konseilspräsident wurde er von seinem Nachfolger Ludvig Holstein-Ledreborg zum Finanzminister im neuen Kabinett ernannt. Die Leitung des Finanzministeriums übernahm er dann erneut vom 5. Juli 1910 bis zum 21. Juni 1913 in der Regierung von Klaus Berntsen.

### Ministerpräsident von 1920 bis 1924 und Finanzminister
Nach der Verfassungskrise Ostern 1920, der so genannten Påskekrisen, die durch die Entlassung der Regierung Carl Theodor Zahle und der Einsetzung der Interimsregierungen von Otto Liebe und Michael Pedersen Friis durch König Christian X. ausgelöst wurde, wurde er am 5. Mai 1920 vom König an die Spitze der Regierung berufen. Neergaard gelang es, die Unruhen infolge der Osterkrise aufzulösen. Er übernahm in seiner bis zum 23. April 1924 dauernden Regierungszeit erneut das Amt des Finanzministers.
Vom 14. Dezember 1926 bis zum 30. April 1929 war er im Kabinett von Thomas Madsen-Mygdal erneut Finanzminister.